# 哈納 (印第安納州)
哈納（英語：Hanna）是位於美國印第安納州拉波特縣的一個人口普查指定地區。

## 人口
根據2010年美國人口普查的數據，哈納的面積為2.53平方千米，當中陸地面積為2.53平方千米，而水域面積為0.00平方千米。當地共有人口463人，而人口密度為每平方千米183人。